# Moskovskaya (Band)
moskovSKAya ist eine 1989 gegründete Ska-Band aus Ravensburg am Bodensee. Die gespielte Musik enthält Elemente von Polka, Punk, Reggae und Jazz.

## Geschichte
Die Band wurde 1989 gegründet. Ihre Musik war anfangs von lokalen Bands inspiriert, später kamen Einflüsse von Künstlern wie Bad Manners, Mark Foggo’s Skasters und Judge Dread hinzu. Die Band hat bislang vier Studioalben veröffentlicht und eine Vielzahl von Live-Auftritten in Deutschland und im europäischen Ausland absolviert. Dabei haben sie u. a. mit Künstlern wie Bob Geldof, Manfred Mann und The Specials gespielt.

## Diskografie
- Mother’s Son (1995, Rock City)
- The edge of a new era (1997, Nasty Vinyl)
- No one will get here out alive (2002, Nasty Vinyl)
- Zeit (2006, ANR Music)
- 20 Jahre MoskovSKAya EP (2010, ANR Music)